# Кузик Ярослав Олексійович
Ярослав Олексійович Кузик (7 серпня 1948, село Мілієве Вижницького району Чернівецької області) — український поет, фольклорист, етнограф, українознавець, перекладач, критик, редактор, видавець.

## Біографія
В 1972 році закінчив філологічний факультет Чернівецького державного університету. Працює вчителем української мови і літератури та вчителем світової літератури. Проводить активну дослідницько-пошукову роботу, висвітлюючи літературно-мистецьке минуле рідного краю. В його доробку майже 300 публікацій різного спрямування (літературознавчі, літературно-мистецькі, українознавчі, краєзнавчі). Серед них «Міліїв у творчості Д. Загула», «Я йду в країну мрій», «Школі на Валах — 100 літ» та інші.

## Літературна діяльність

### Автор книг
- «Віки говорять».[1]
- «Крапля сонця на долоні».[2]
- «І любов, і творчість…».[3]
- «Вони до часу мовчазні».[4]
- «Чи це десь в лісочку?».[5]
- «Зметикуй!»,[6]
- «Йдем до них у гостину».[7]
- «І моя долонька в України міць».[8]
- «Спи, синочку, засинай».[9]
- «В долині широкій…».[10]
- «Дослідники творчості Дмитра Загула».[11]
- «Письменники — гості Вижниччини».[12]
- «Від Вашківців до Волоки».[13]
- «Ти ж бо, Мілієве — справжній мій скарб».[14]
- «Карапчівського роду багатство».[15] В цій книжці зібрано 83 особистості, що приносили, приносять і будуть приносити славу Карапчеву. Книжка починається «Гімном Карапчеву». Далі вміщено Герб та Прапор с. Карапчів, затверджені рішенням № 1 VIII сесії VI скликання від 15 червня 2011 р. Розповіді про славних людей Карапчева доповнюються замітками «Слово про Карапчів», «Моє рідне село Карапчів», «Моє село», «Неначе писанка моє село», «Перлини рідного села»; віршами «Моє село», «Моє рідне село»; «Піснею про Вали».

### Упорядник книг
- «Микола Юрійчук. Його зустріла вічність. Поезії. Публіцистика. Вінок печалі і тривоги».[16]
- «Дмитро Загул: який він?».[17]
- «У вінок пошани Дмитрові Загулу».[18]
- «Вижничани про Дмитра Загула».[19]

На слова його віршів створено ряд пісень такими композиторами, як: Василь Михайлюк, Кузьма Смаль, Орест Князький, Володимир Василіка.
Почесний громадянин села Карапчів (2011).

## Нагороди
- Лауреат премії імені Омеляна Поповича (1996 р.),
- Лауреат літературної премії імені Дмитра Загула (2002 р.),
- Лауреат літературно-мистецької премії часопису «Німчич» (2007 р.),
- Лауреат районної літературної премії імені Юрія Федьковича (2008 р.).